# Badis
Badis o Vélez, fue un principado bereber que surgió en la zona de Gomara (actualmente Marruecos), tras la caída de los Benimarines hasta 1554 cuando la dinastía saadí lo invadió.
En 1508 España conquistó el Peñón de Vélez de la Gomera que era un nido de piratas perteneciente a Badis.

## Monarcas
- 1500-1515 Al Mançour o Muley Mansur
- 1515-1524 Mohammad ben Al Mansur
- 1524-1530 Ahmad
- 1530-1541 Ibrahim
- 1541-1554 Ali ben Hassoun

- Datos: Q799042